# Сергеев, Иван Фёдорович
Ива́н Фёдорович Серге́ев (14 февраля 1916, Берёзовка, Новосильское сельское поселение — 1993, Грозный) — командир орудия 32-го артиллерийского полка, сержант. Герой Советского Союза.

## Биография
Родился 14 февраля 1916 года в селе Берёзовка (ныне — Семилукского района Воронежской области) в семье крестьянина. Окончил семилетку, работал бригадиром на Бакинской железной дороге. В Красной Армии в 1937—1939 годах и с 1941 года. В действующей армии с декабря 1941 года. Член КПСС с 1943 года.

### Военный подвиг
Звание Героя Советского Союза присвоено 13 сентября 1944 года за отвагу в бою 1 апреля 1944 года в районе села Пырлица (Корнештинский район, Бельская область, Молдавская ССР). Работая и за командира и за наводчика орудия, командир орудия 32-го артиллерийского полка (31-я стрелковая дивизия, 52-я армия, 2-й Украинский фронт) сержант Сергеев постоянно находился в боевых порядках стрелковых подразделений, уничтожая вражеские огневые точки и живую силу, а также отразил контратаку противника во фланг стрелковым подразделениям, уничтожив до 70 солдат и офицеров вермахта.

## Послевоенная жизнь
В 1945 Иван Фёдорович окончил курсы младших лейтенантов. С 1946 года — в запасе. Заведовал отделом Кизлярского горкома Дагестанской АССР, затем был секретарём парткома железнодорожной станции Грозный (Чечено-Ингушская ССР).

### Гибель
В книге П. В. Романова «Чечня. Белая книга» описывается гибель Ивана Фёдоровича Сергеева от рук чеченских боевиков со слов его жены, Екатерины Петровны Сергеевой:

В Грозном жили с 1946 года. И всегда наша семья была окружена заботой и вниманием. Но с 1992 года обстановка изменилась. В наш дом регулярно стали приходить дудаевские боевики, требовать от Ивана Фёдоровича, что бы он отдал им свои боевые награды, в первую очередь Золотую Звезду Героя. В январе 1993 года, во время очередного такого визита, мой муж жестоко был избит. Через несколько дней он скончался… После этого я насильно была выселена из дома в сарай…
Сама Екатерина Петровна спаслась благодаря соседям, которые подкармливали её и помогли выбраться из Грозного.

## Память
В годовщину освобождения города Ростов-на-Дону — 14 февраля 2013 года — в городе стартовала акция «[У]Лица Победы», целью которой было напомнить горожанам о тех людях, что совершили подвиг во имя Великой Победы. В их числе был и Иван Фёдорович.